# Syzygium pseudolaetum
Syzygium pseudolaetum är en myrtenväxtart som först beskrevs av Cecil Ernest Claude Fischer, och fick sitt nu gällande namn av Elmer Drew Merrill och Lily May Perry. Syzygium pseudolaetum ingår i släktet Syzygium och familjen myrtenväxter.
Artens utbredningsområde är Burma. Inga underarter finns listade i Catalogue of Life.